# Bộ nhớ truy cập tuần tự
Trong lĩnh vực máy tính, bộ nhớ truy cập tuần tự (SAM) là một lớp các thiết bị lưu trữ dữ liệu dùng để đọc dữ liệu được lưu trữ theo một chuỗi. Điều này trái ngược với bộ nhớ truy cập ngẫu nhiên (RAM), nơi dữ liệu có thể được truy cập theo bất cứ thứ tự nào. Các thiết bị truy cập tuần tự thường là dưới hình thức lưu trữ từ tính hoặc lưu trữ quang học.
Trong khi bộ nhớ truy cập tuần tự được đọc theo thứ tự, vị trí nhớ vẫn có thể được truy cập bằng cách "tìm kiếm" đến vị trí yêu cầu. Hoạt động này, tuy nhiên, thường chỉ hiệu quả một cách tương đối.
Bộ nhớ truy cập tuần tự từ thường được sử dụng như một giải pháp để lưu trữ thứ cấp trong các máy tính có mục đích được sử dụng chung do có tỉ lệ nén cao hơn với chi phí thấp hơn so với RAM, cũng như khả năng lưu trữ bền vững lâu dài và ít bị biến động. Ví dụ về các thiết bị SAM vẫn còn sử dụng bao gồm DVD-ROM và đĩa từ. 